# Кезель-Хаджілу
Кезель-Хаджілу (перс. قزل حاجیلو) — село в Ірані, входить до складу дехестану Баш-Калах у Центральному бахші шахрестану Урмія провінції Західний Азербайджан.